# Kazimierz Młocki
Kazimierz Młocki herbu Prawdzic – sekretarz pieczęci większej koronnej i chorąży wyszogrodzki w 1736 roku, sekretarz królewski, stolnik wyszogrodzki, podczaszy bracławski w 1724 roku.
Elektor w 1733 roku z województwa płockiego.